# Prosper-Bernard Delpech
Pour les articles homonymes, voir Delpech.
Prosper-Bernard Delpech est un prêtre catholique, né à Saint-Antonin (Tarn-et-Garonne) le 9 avril 1827, décédé le 19 novembre 1909 au Séminaire des Missions étrangères, à Paris. Il est membre de la Société des Missions étrangères de Paris, dont il est le supérieur pendant 35 ans, à la fin du XIXe siècle, en plein essor des missions.

## Biographie

### L'aventure missionnaire en Malaisie
Prosper-Bernard Delpech fait ses études au petit séminaire de Moissac et au grand séminaire de Montauban. Il est ordonné prêtre le 21 juillet 1850. Le 25 septembre suivant, il entre au Séminaire des Missions étrangères, et le 25 octobre 1851, en part pour le Collège général de Penang, colonie britannique en actuelle Malaisie. Le 6 février 1854, il devient procureur du Collège. En même temps, il dirige l'imprimerie, et édite des exercices du Chemin de Croix en latin.

### Retour à Paris
Rappelé au Séminaire des Missions étrangères le 16 avril 1855, il est reçu directeur le 15 octobre suivant et enseigne la théologie morale. À la mort du Père François Albrand, il est élu pour le remplacer comme Supérieur le 6 juin 1867. Il sera réélu, comme le règlement le permet, trois fois, en 1871, 1874, et 1877.

### Supérieur des Missions étrangères

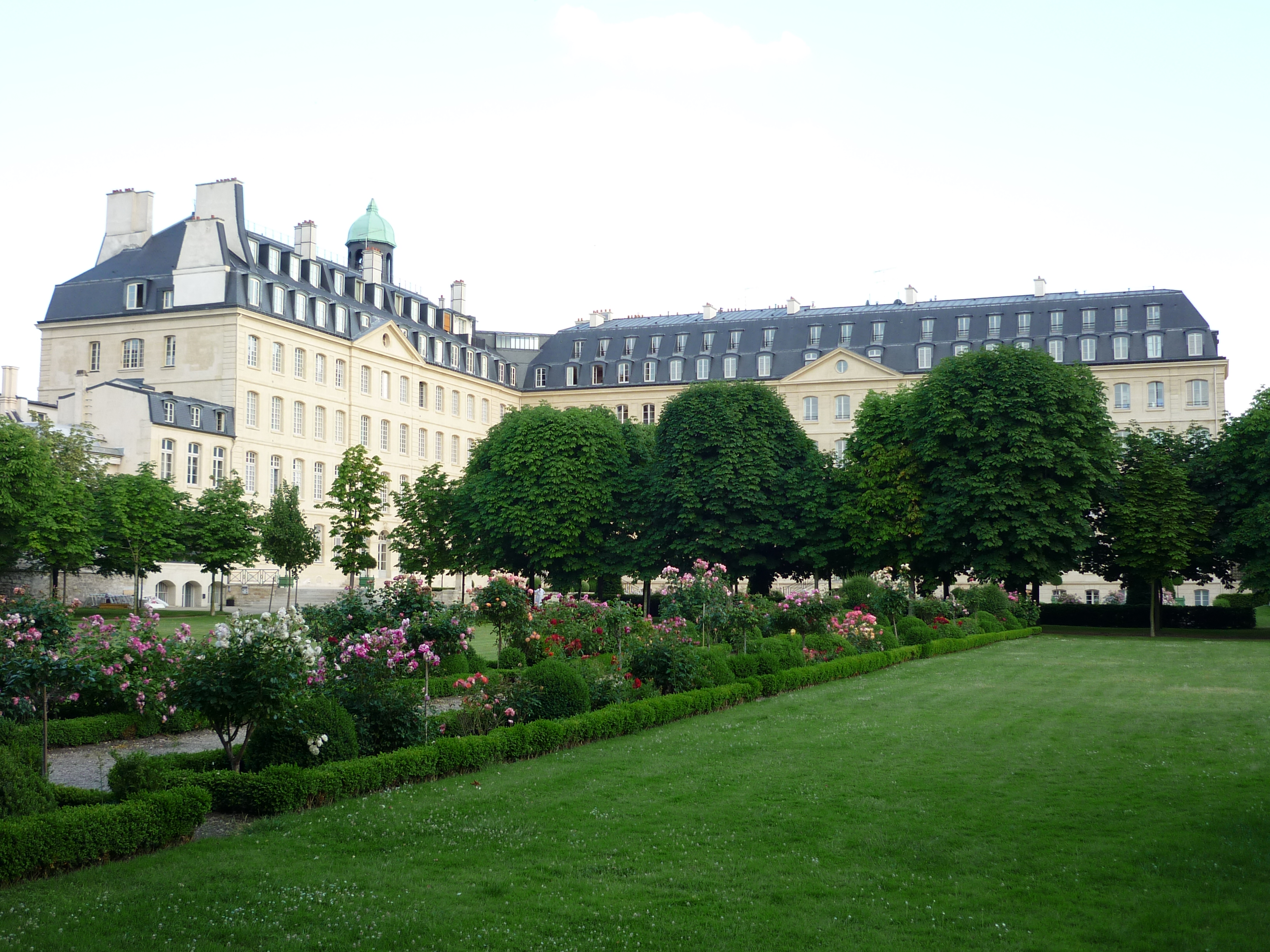
En tant que supérieur du séminaire des Missions étrangères de Paris, le Père Delpech fait agrandir les bâtiments et construire l'aile qui longe la rue du bac (à droite sur la photographie).

Procureur à Rome, de 1880 à 1883, il remplit à nouveau la charge de supérieur aux quatre triennats de 1883, 1886, 18S9, et 1892. En février 1896, à mort du Père Henri Armbruster, qui était supérieur depuis le 1er juillet 1895, le Père Delpech est nommé supérieur intérimaire jusqu'en 1896 et nommé de nouveau aux deux triennats suivants, de 1898 et 1901. Pour la loyauté de ses services, il est nommé le 27 juin 1904, Supérieur honoraire du Séminaire des Missions étrangères, un cas unique dans l'histoire de la société.

### Dernières années
Le Père Delpech s'affaiblit peu à peu et s'éteignit le 19 novembre 1909 au Séminaire des Missions étrangères, à Paris.

## Contribution

### Multiplication des missionnaires
Pendant ses trente-cinq ans de supérioriat, il assiste à l'agrandissement des bâtiments du séminaire en 1869 et 1876, et la construction de l'aile qui longe la rue du bac. 
Riche de son expérience comme professeur et recteur au Collège général de Penang, le Père Delpech décide d'élargir le recrutement des aspirants aux Missions étrangères jusque-là ouvert seulement aux prêtres ordonnés. Ainsi, il accueille à partir de la rentrée de 1878, un cours de philosophie au Séminaire des Missions étrangères. 
Plus tard, il fait ouvrir des sections du séminaire à Meudon en 1883, puis à Bièvres en 1890.
Ainsi, tout en étant attentif à entretenir de bonnes relations avec les évêques et les séminaires dans lesquels la Société recrute ses aspirants, le Père Delpech voit continuellement augmenter le chiffre des aspirants, qui en 1900 dépasse les trois cents. La conséquence est l'accroissement du nombre des missionnaires qui, en 1867, au commencement de son supériorat, était de 348, et s'élève à 1 305 en 1904, au moment où il quitte cette fonction.

### Fidélité au Pape
Si les longues années du supériorat du Père Delpech sont marquées par la perte des États pontificaux et une certaine crise d'autorité politique de la papauté, la fidélité au successeur de Saint Pierre est infaillible. Les marques d'affection ne manquent pas, comme en témoignent les notes avec un souci d'extrême exactitude du journal du Père Delpech sur les jubilés, les cadeaux et les malheurs qui affectent le Pape Léon XIII. Il participe au premier concile œcuménique du Vatican en 1869-1870, avec les vicaires apostoliques réunis à Rome, et il participe à cette occasion à l'amélioration du Règlement général des Missions étrangères, auquel il travaille de concert avec le Père Jean Rousseille. Alors que se développe en France l'œuvre de la propagation de la Foi fondée par Pauline Jaricot au profit des Missions étrangères, le Père Delpech accepte que celle-ci soit centralisée à Rome, à la demande du cardinal Jacobini, et deviendra lui-même le premier procureur des Missions étrangères à Rome.

### Sanatoriums

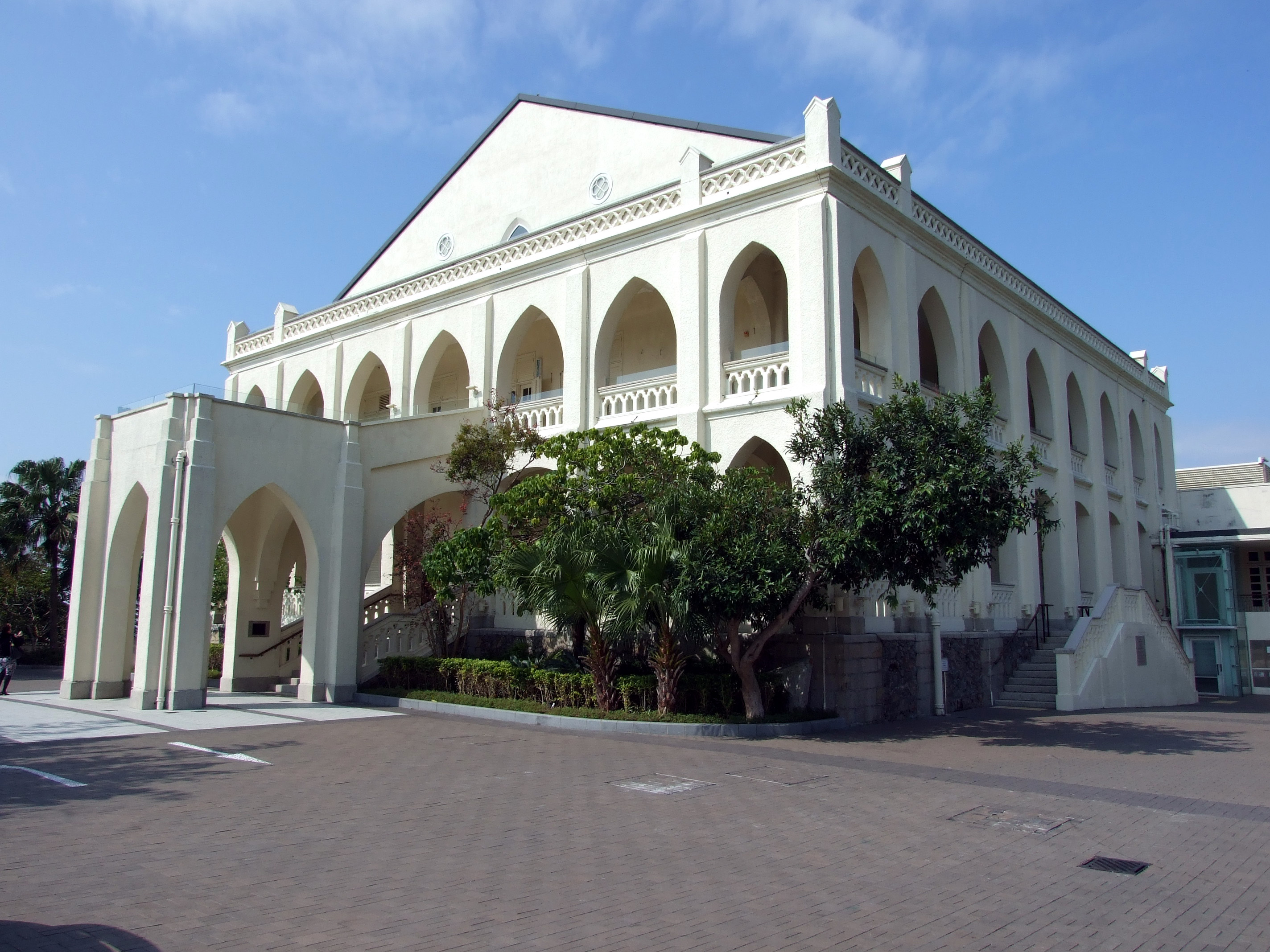
Les Missions étrangères de Paris font construire la Sanatorium de Béthanie à Hong Kong sous la direction du Père Pierre-Marie Osouf pour servir de lieu d'accueil et de soins aux prêtres et aux missionnaires de toute l'Asie pour récupérer des maladies tropicales.

Soucieux de confrères vieillissants et malades, de plus en plus nombreux, le Père Delpch supervise la fondation de maisons de repos, dites sanatorium, pour ceux-ci. Ainsi, il confie au Père Pierre-Marie Osouf la construction de la maison de Béthanie qui surplombe la baie de Hong Kong et qui va servir de maison de soins et de repos aux confrères missionnaires de toute l'Asie pendant un siècle. En 1885, il ouvre un sanatorium à Montbeton en France. En 1899, un autre sanatorium ouvre à Wellington, dans le Coïmbatour.

### Béatifications

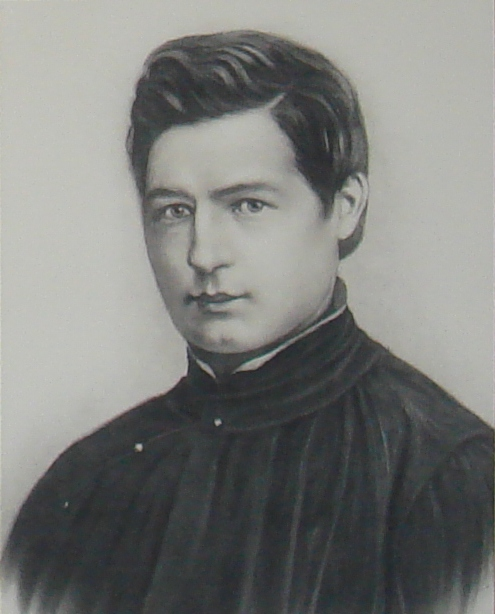
Sous le supériorat du Père Delpech, les premiers martyrs des Missions étrangères, dont Théophane Vénard, sont béatifiés.

Au cours de son supériorat, les premiers martyrs des Missions étrangères sont reconnus par l'Église catholique et béatifiés. En 1900, lors de la béatification de 49 martyrs du Vietnam de la Société et des missions, il compose des hymnes en leur honneur, ainsi que les leçons de leur office. Il le fait également en 1909 pour les 33 martyrs béatifiés, parmi lesquels Théophane Vénard. C'est ainsi que se répand sous son supériorat la réputation du Séminaire des Missions étrangères comme école polytechnique du martyre.
Il crée une nouvelle branche à la Société des Missions étrangères de Paris, traditionnellement réservée aux prêtres, et accueille la formation d'un groupement de frères auxiliaires.

## Liens